# Roger Gheyselinck
Roger Gheyselinck (Merelbeke, 3 april 1906 – Meerle, 28 mei 1971) was een geoloog en schrijver.

## Leven
Roger Gheyselinck werd geboren op 3 april 1906 te Merelbeke als oudste zoon van Fideel Gheyselinck, inspecteur van de Belgische spoorwegen, en Frederika de Witte. Hij volgde eerst ingenieursstudies aan de Katholieke Universiteit Leuven van 1925 tot 1928, waar hij actief was bij de studentenvereniging KVHV. Door zijn deelname aan de Bormsbetoging in Antwerpen op 11 december 1928 en zijn aandeel in de rellen tussen de Vlaamse en Waalse studenten in Leuven nadien, werd hij van de universiteit verwijderd. Gheyselinck ging verder met zijn studies aan de Universiteit van Amsterdam, waar hij op 10 november 1937 doctor werd in de Wis-en Natuurkunde. Na deze promotie werd hij door Shell in dienst genomen als geoloog. Gheyselinck was vanaf toen werkzaam in Sumatra, Nieuw-Guinea en Java. In 1939 trouwde hij met Hilda Mijnlieff in Noord-Sumatra met wie hij vier kinderen kreeg. Op het laatstgenoemde eiland werd hij in 1941 geïnterneerd door de Japanners. Na de Tweede Wereldoorlog werkte hij nog verder in Venezuela, Colombia, Ethiopië en de Verenigde Staten. Door zijn grote hoeveelheid ervaring werd Gheyselinck in 1963 door Shell in Brussel aangesteld als Exploration Manager. In lijn met zijn Vlaamsgezindheid ging Gheyselinck zich later in zijn carrière lid worden van het Algemeen-Nederlands Verbond, waarvan hij in 1959 ondervoorzitter werd. Later, in 1963, keerde hij terug naar Vlaanderen waar hij zich engageerde in de Vereniging Vlaamse Academici. Hij overleed op 28 mei 1971 in Meerle.

## Werken
Een aantal van zijn werken zijn:
- Zur Systematik der Aulacoceraten, 1934.
- De rusteloze Aarde, 1936.
- Permian trilobites from Timor and Sicily.
- Pàmîntul în continuà fràmîntare : geologia la îndemîna oricui, Bucuresti, 1959.
- De dood van taai geroddel, de snode verzinsels rond Ulenspiegel en De Coster, Antwerpen, 1969.
- Bijdragen aan:
  - Ons Leven
  - Neerlandia
  - Nieuw Vlaams Tijdschrift
  - Eulenspiegel-Jahrbuch